# Zülfüqar Hacıbəyov
Zülfüqar Əbdülhüseyn oğlu Hacıbəyov (Shusha (Azerbaidjan), 17 d'abril, 1884 - Bakú, 30 de setembre, 1950), va ser un compositor azerbaidjanès.

## Vida i obra
Zülfüqar Hacıbəyov va créixer a la seva ciutat natal de Şhuşha i va ser influenciat per la vida musical allà des de ben petit. Va participar en festivals de música de la ciutat i va conèixer la música popular local. Va créixer amb el seu germà, el compositor azerbaidjan Üzeyir Hacıbəyov. Va estar involucrat en la representació de la seva òpera Leyli va Majnun, la primera òpera Azerbaidjana, i això el va inspirar a escriure les seves pròpies òperes. Després van seguir les comèdies musicals, operetes, 50 yaşında cavan, 1910, Varlı, 1911 i Evliykən subay, 1916. 50 yaşında cavan es considera la primera opereta azerbaidjana. L'estrena va tenir lloc l'abril de 1911 a Tbilisi. Les actuacions van seguir a Bakú, Naxçıvan, Erevan i Şuşa. El 1932 va escriure la peça simfònica Kölə qadınların rəqsi. La seva òpera de 1915 Aşıq Qərib va ser una de les primeres òperes azerbaidjanès. Aquí va aconseguir sintetitzar la música popular d'Azerbaidjan amb la música europea. És una de les seves obres més famoses i es basa en un conte popular d'Azerbaiyano. El 1978 va ser llançat pel segell Melodija en un enregistrament dirigit pel seu fill Niyazi Hacıbəyov.
Zülfüqar Hacıbəyov també va escriure una sèrie de cantates. Ha tingut un lloc permanent en el repertori de la Casa Acadèmica Estatal d'Òpera i Ballet de l'Azerbaidjan durant molts anys. El 1935, juntament amb el seu fill Niyazi, va escriure la música de la pel·lícula Almaz [Diamant], la primera pel·lícula sonora azerbaidjana. Les dues òperes Nüşabə i Üç aşıq estan inacabades. El 1943 se li va concedir el títol honorífic d'Artista Honorat de la República Socialista Soviètica de l'Azerbaidjan. Zülfüqar Hacıbəyov va col·leccionar música popular azerbaidjana. En aquest context va recollir i gravar unes 150 cançons populars. Va ocupar diversos càrrecs, entre ells al Comitè de Radiodifusió, el Palau de l'Exèrcit Roig, l'actual Sala Filharmònica, i en diversos teatres i altres organitzacions de concerts. Després de la seva mort el 30 d'octubre de 1950, va ser enterrat al cementiri honorari de Fəxri Xiyaban a Bakú. La seva casa a Shusha va ser classificada com a monument històric d'importància estatal.

## Obres (selecció)
Comèdies musicals

- Əlli yaşında cavan
- On bir yaşlı arvad
- Evliykən subay

Òperes

- Aşıq Qərib, 1915
- Nüşabə. Text: Abdulla Şaiq
- Üç aşiq və ya Məlikməmməd (inacabada)

Música instrumental ==
- Cəngi
- Kölə qadınların rəqsi, 1932